# Oncopus transpecta
Oncopus transpecta is een vlinder uit de familie van de spanners (Geometridae). De wetenschappelijke naam van de soort is voor het eerst geldig gepubliceerd in 1832 door Hübner & Geyer.